# Pseudobaeospora ellipticospora
Pseudobaeospora ellipticospora är en svampart som tillhör divisionen basidiesvampar, och som beskrevs av Cornelis Bas. Pseudobaeospora ellipticospora ingår i släktet Pseudobaeospora, och familjen Squamanitaceae. Arten har ej påträffats i Sverige.